# 鷹站子群
鷹站子群（縮寫為PES：鷹站橄欖隕鐵）是一組不適宜放在已定義的橄欖隕鐵群的橄欖隕鐵隕石標本。已有五顆這樣的隕石被發現，在隕石分類中它們已經可以定義自己的群。目前在鷹站已經發現四顆這種類型的隕石。

## 命名和歷史
鷹站子群是依據鷹站隕石命名的，是一種子群的標本。它是依據發現地點肯塔基州卡羅爾縣的鷹站命名的。

## 說明
鷹站子群的成份類似橄欖隕鐵主群。特徵上的差異是橄欖石中鐵和鈣的豐度，這個子群還擁有獨特的氧同位素簽名。
這種鐵隕石類似於IIF鐵隕石。這可能指出鷹站子群和IIF在太陽星雲中的位置彼此相當接近。

## 母體
鷹站子群的橄欖隕鐵有獨特的磷酸鹽示蹤元素。大多數橄欖隕鐵被認為是來自核-地函的邊界。鷹站子群的示蹤元素顯示它們來自母體較淺的表層。

## 值得注意的標本
到目前只有四顆樣本被發現：
- 冷灣隕石
- 鷹站隕石（標本類型）
- Itzawisis meteorite
- Karavannoe meteorite